# سلطة تنظيم أنشطة السكك الحديدية
سلطة تنظيم أنشطة السكك الحديدية هي وكالة حكومية فرنسية تنظم النقل بالسكك الحديدية. 
تأسست سلطة تنظيم أنشطة السكك الحديدية رسميًا في ديسمبر 2010،  ولكن كان هناك قدر كبير من العمل غير الرسمي قبل ذلك التاريخ. يقع المقر الرئيسي في لومان .  وتم تعيين بيير كاردو كأول رئيس لها.  يتم تمويل سلطة تنظيم أنشطة السكك الحديدية من خلال ضريبة على رسوم الوصول إلى المسار التي يتم دفعها إلى الشبكة الحديدية لفرنسا .  رئيس سلطة تنظيم أنشطة السكك الحديدية هو بيير كاردو .
يتضمن جزء كبير من العمل المبكر لـ سلطة تنظيم أنشطة السكك الحديدية الشبكة الحديدية لفرنسا والوصول إلى المسار.  إن الجزء الرئيسي من دورها هو تشجيع المنافسة في النقل بالسكك الحديدية، وذلك بعد الحزمة الثانية للسكك الحديدية والحزمة الثالثة للسكك الحديدية . 
في مايو 2013، أعلنت الحكومة الفرنسية عن خطط لإصلاح سي أن سي أف إنفرا و الشبكة الحديدية لفرنسا وإنشاء مشغل واحد للبنية الأساسية الوطنية؛ وقد يؤدي هذا إلى قيام ـ سلطة تنظيم أنشطة السكك الحديدية بدور أكبر في ضمان الوصول المتساوي لمشغلي القطارات الآخرين.